# Ratsgymnasium Bielefeld
Das 1293 durch Graf Otto III. von Ravensberg als Lateinschule gegründete Ratsgymnasium Bielefeld ist ein Gymnasium in Bielefeld im Stadtbezirk Mitte.

## Lage und Geschichte
Das Ratsgymnasium Bielefeld ist die älteste Schule in Bielefeld. Das heutige staatlich-städtische Gymnasium geht auf die Lateinschule des Marienstiftes zurück, deren Gründungsurkunde vom 14. Juli 1293 datiert; die Schule ist darin ausdrücklich erwähnt. Das Ratsgymnasium, das diesen Namen seit 1964 trägt, ist ein altsprachliches Gymnasium. In den Jahrhunderten davor waren als Namen „Gymnasium“ oder „Städtisches Gymnasium“ offiziell üblich. Das Ratsgymnasium bietet ab der Sexta, der 5. Klasse also, Latein als schwerpunktmäßiges Unterrichtsfach an, seit 2001 wird parallel auch Englisch ab der Sexta unterrichtet. Die Schule liegt am Rand der historischen Bielefelder Altstadt neben der Kunsthalle und deren Park. Der älteste Teil des heutigen Schulgebäudes ist der im Stil der Weserrenaissance erbaute Grest’sche Hof, dessen Mauerkern aus dem späten 13. oder frühen 14. Jahrhundert stammt und an dessen Nordseite eine Gedenktafel an Franz von Meinders erinnert. Der früheste Vorgängerbau der Schule stand am Papenmarkt nahe der Neustädter Marienkirche auf einem Grundstück, das zur Stiftsfreiheit gehörte. Weil die Stadt Bielefeld ab dem 16. Jahrhundert ohne größere Kämpfe allmählich lutherisch reformiert wurde, besteht die Schule ohne Unterbrechung der Tradition seit 1293. Im 19. und 20. Jahrhundert wurde angenommen, die Schule sei 1558 gegründet worden, wobei dies als Versuch gesehen werden kann, die Schule in eine dezidiert lutherische, preußische Tradition zu stellen. Die bisherigen Schuljubiläen, zuletzt die 425-Jahr-Feier im Jahre 1983, bezogen sich auf das Jahr 1558.
Zwischen 1798 und 1938 wurde die Schule von etwa 460 Schülern jüdischen Glaubens oder jüdischer Abstammung besucht. Heute befindet sich im Schulgebäude ein Gedenkbuch, das an die 46 jüdischen Schüler und einen Lehrer erinnert, die zwischen 1933 und 1945 als Opfer des Nationalsozialismus ermordet wurden. Im Jahr 2023 hat der Literaturkurs der Schule die Lebensgeschichten von ehemaligen Schülern in der Zeit des Nationalsozialismus von Opfer- und Täterseite dargestellt, basierend auf Briefen und anderen Originalquellen aus der Zeit.
Im Jahr 1952 wurde der bisherige naturwissenschaftliche Zweig zu einer eigenen Schule abgetrennt, das heutige Max-Planck-Gymnasium.
Bis 1969 war das Gymnasium eine Jungenschule, während das benachbarte heutige Gymnasium am Waldhof bis 1969 eine Mädchenschule war.
Im Jahr 2012 hat Lehrer Sebastian Reichelt, der Geschichte und evangelische Religion unterrichtete, den Deutschen Lehrkräftepreis erhalten.
Bis 2019 gab es in allen Jahrgängen zwei Mal im Monat halbtägigen Samstagsunterricht.
Seit 2021 erhalten alle Schulklassen des 8. Schuljahres flächendeckend Tablets.
Die Aula der Schule weist eine Orgel und einen Gemäldezyklus des Malers Ernst Hildebrand aus jener Zeit auf. Die Schule hält eine Gymnasialbibliothek mit wertvollem Altbestand im eigenen Haus. 
An der generell drei-zügigen Schule werden 2025 etwas über 700 Schüler von 70 Lehrern unterrichtet. Es gibt Fachräume für die Naturwissenschaften, Informatik, Musik und Kunst. Für den Sportunterricht stehen zwei Sporthallen zur Verfügung. In den letzten Jahren hat die Schule neben dem altsprachlichen Profil auch einen Schwerpunkt für die MINT-Fächer aufgebaut, mit einem MINT-Kurs im Differenzierungsbereich in der Mittelstufe, der einen früheren Mathe/Physik-Kurs ersetzte.
Das Ratsgymnasium unterhält seit 1950 ein eigenes Schullandheim auf der Nordseeinsel Langeoog. Alle Schüler des Ratsgymnasiums fahren in der Sekundarstufe I zweimal für etwa 14 Tage und einmal für etwa sieben Tage während der Unterrichtszeit in dieses Heim. Außerdem besteht die Möglichkeit, die Ferien mit Ferienkursen oder Interessengruppen (z. B. Sport, Musik, Theater, Alumni) auf Langeoog zu verbringen. Eines der beliebten Spiele der Ratsschüler während dieser Zeit ist das Geländespiel "Jakob Hoch." Anlässlich des 50-jährigen Jubliäums des Schullandheims im Jahr 2000 und des 75-jährigen Jubliäums im Jahr 2025 fuhr die gesamte Schule für einen Tag auf die Insel.
Die Schule unterhält Austauschprogramme mit Partnerschulen in Abingdon seit 1967 (England), Gap seit 1982 (Frankreich) und Nowgorod seit 1996 (Russland). In der Oberstufe werden Studienfahrten an die antiken Stätten Griechenlands und Italiens sowie nach England und Frankreich unternommen. Umgangssprachlich wird die Schule auch „Rats“ oder „RGB“ genannt.
Seit 1958 besteht ein Patenschaftsverhältnis zur ehemaligen Friedrichsschule im vormals ostpreußischen Gumbinnen.

## Bibliothek
Das Ratsgymnasium in Bielefeld hält eine Gymnasialbibliothek, geführt als Lehrerbibliothek, von ca. 30.000 Exemplaren Gesamtbestand. Zum Bestand gehören ca. 60 Inkunabeln sowie 7 spätmittelalterliche Handschriften. Unter insgesamt etwa 7.500 Titeln stammen knapp 5000 Titel aus dem 16. bis 19. Jahrhundert. Die geschlossene Sammlung von ca. 30.000 Schulprogrammen aus der Zeit von 1825 bis 1915 stammten aus den Gymnasien, Realschulen und Bürgerschulen des gesamten Deutschen Reichs und den Mittelschulen Österreich-Ungarns; die Sammlung wurde dem Stadtarchiv Bielefeld übergeben.
Die Gelehrtenbibliothek des Historikers Johann Wilhelm Loebell (1786–1863) von ca. 7000 Bänden wird im Ratsgymnasium ebenfalls verwahrt.

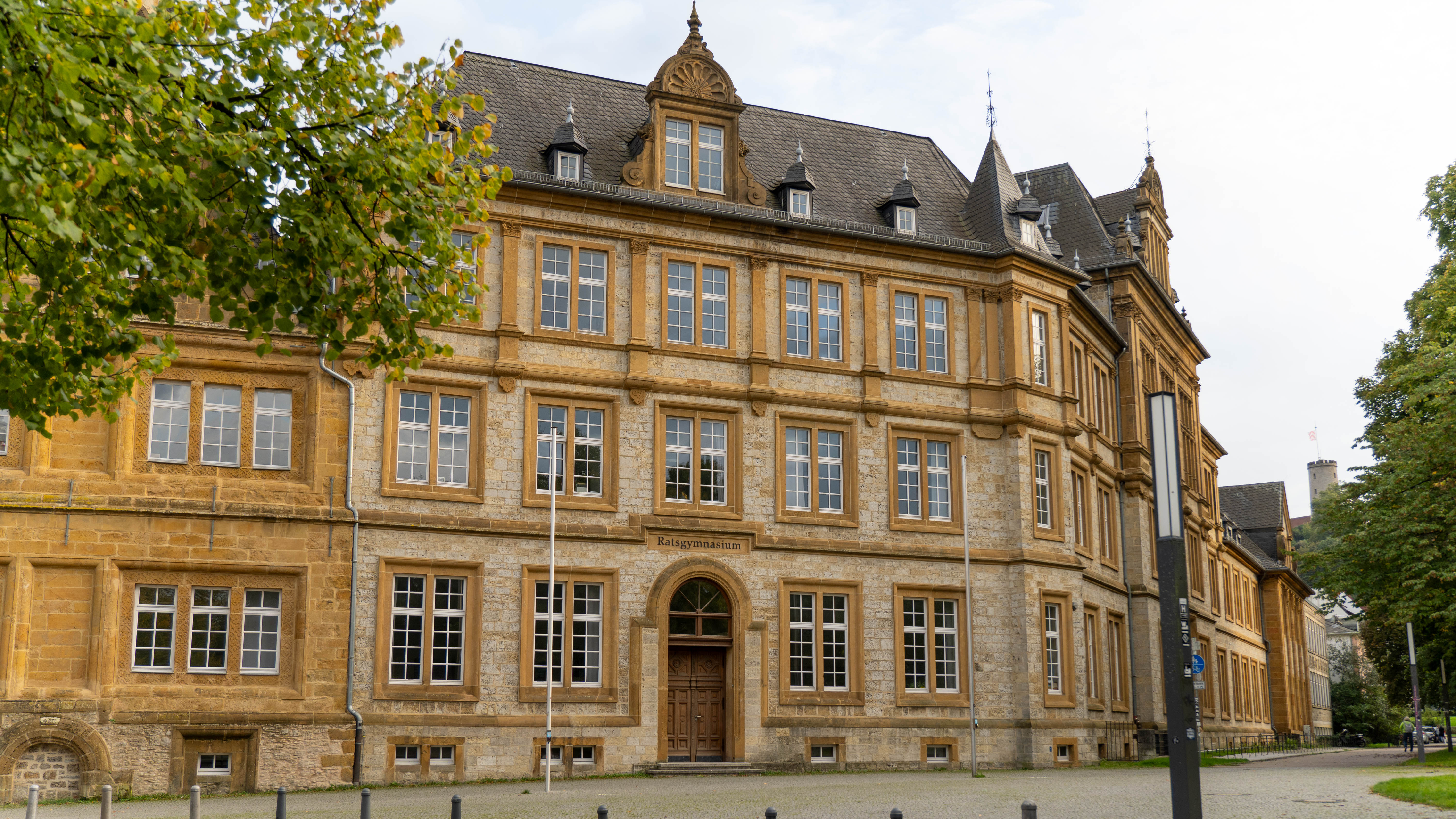
Das Ratsgymnasium von der Straße aus gesehen. Im Hintergrund sieht man die Sparrenburg.

## Bekannte Ehemalige
- Georg von Baudissin
- Detlef Berentzen (Pseudonym: Dr. Feelgood)
- Bernhard Bessel
- Friedrich von Bodelschwingh der Jüngere
- Heinrich Cordes
- Viola von Cramon-Taubadel
- Michael Ebmeyer
- Axel Ekkernkamp
- Erich Engelbrecht
- Eckhard Freise
- Hartmut Hegeler
- Heinz Karst
- Harald Kindermann
- August Klasing
- Colin Kleine-Bekel
- Hans-Ulrich Klose
- Florian Knauß
- Sebastian Kubis
- Eduard Kuhlo
- Andreas Liebold
- Ingolf Lück
- August Lüning
- Sophie Marshall
- Thomas Meyer-Fiebig
- Andreas Meyer-Landrut
- Hans Neumann
- Martin R. Neumann
- Wilhelm G. Niemöller
- Rudolf-August Oetker
- Verena Pausder
- Rudolf Pörtner
- Tilman Rammstedt
- Friedrich Daniel von Recklinghausen
- Jan Reichow
- Klaus Reinhardt
- Christian Y. Schmidt
- Otto Emil Schumann
- Johannes F. Sievert
- Sebastian Sigler
- Heinrich Strakerjahn
- Johannes Vogel
- Claas Willeke
- Sandra Wullenkord
- Hans Zippert